# Гуча Гора
Гуча Гора је насељено мјесто у Босни и Херцеговини у општини Травник које административно припада Федерацији Босне и Херцеговине. Према попису становништва из 2013. у насељу је живјело 582 становника.

## Становништво
| Националност       | 1991.        | 1981. | 1971. |
| Хрвати             | 838 (98,23%) |       |       |
| Срби               | 2 (0,24%)    |       |       |
| Муслимани          | 0            |       |       |
| Југословени        | 4 (0,47%)    |       |       |
| остали и непознато | 3 (0,35%)    |       |       |
| Укупно             | 847          |       |       |